# Таврійське (Каховський район)
Таврійське — село в Україні, у Верхньорогачицькій селищній громаді Каховського району Херсонської області. Населення становить 186 осіб.
Дорога Т-08-04 Кам'янка-Дніпровська-Каховка.
ТОВ «Лиман». ПП «Коляда». Кафе «Аист».

## Історія
До 2016 року село носило назву Пролетарій.
24 лютого 2022 року село тимчасово окуповане російськими військами під час російсько-української війни.

## Населення
Згідно з переписом УРСР 1989 року чисельність наявного населення села становила 196 осіб, з яких 83 чоловіки та 113 жінок.
За переписом населення України 2001 року в селі мешкало 186 осіб.

### Мова
Розподіл населення за рідною мовою за даними перепису 2001 року:
| Мова       | Кількість | Відсоток |
| ---------- | --------- | -------- |
| українська | 177       | 95.16%   |
| російська  | 9         | 4.84%    |
| Усього     | 186       | 100%     |